# Худайбердыева, Халбуви
Халбуви Худайбердыева — советский узбекистанский хозяйственный деятель, Герой Социалистического Труда.

## Биография
Родилась в 1924 году на территории современного Джамбайского района Самаркандской области. Член КПСС с 1972 года.
В 1942—1957 — колхозница колхоза «Кизил Узбекистон» Джамбайского района Самаркандской области.
В 1957—1980 — доярка колхоза «Баяут» № 3 Баяутского района Сырдарьинской области.
Указом Президиума Верховного Совета СССР от 8 апреля 1971 года присвоено звание Героя Социалистического Труда с вручением ордена Ленина и золотой медали «Серп и Молот».
Жила в Баяутском районе Сырдарьинской области.

## Награды и звания
- Герой Социалистического Труда (08.04.1971)
- Орден Ленина (08.04.1971)